# 1994 YN1
1994 YN1 är en asteroid i huvudbältet som upptäcktes 31 december 1994 av den japanska astronomen Takao Kobayashi vid Ōizumi-observatoriet.
Asteroiden har en diameter på ungefär 6 kilometer och den tillhör asteroidgruppen Nysa.